# Тела, тела, тела
«Тела, тела, тела» (англ. Bodies Bodies Bodies) — американский фильм от независимой студии A24 в стиле чёрной комедии и хоррора, вышедший в 2022 году. Режиссёром фильма стала Халина Рейн, а сценарий написала Сара ДеЛап на основе оригинальной истории Кристен Рупениан. Главные роли сыграли Амандла Стенберг,Мария Бакалова, Рэйчел Сеннотт, Пит Дэвидсон, Май’ала Херролд, Ли Пейс и Чейз Суи Уондерс. Фильм получил в основном положительные отзывы критиков, особенно за актёрскую игру (с акцентом на Рэйчел Сеннотт) и чёрный юмор. При бюджете менее $4 миллионов он собрал в мировом прокате около $14 миллионов. Премьера состоялась 14 марта 2022 года на фестивале South by Southwest, а в прокат в США фильм вышел 5 августа того же года. 

## Сюжет
Молодая женщина по имени Би из рабочего класса Восточной Европы, отправляется на «вечеринку в ураган» в особняк, принадлежащий семье Дэвида, друга её богатой подруги Софии. Среди гостей — актриса Эмма, подруга Дэвида, подкастер Алис, её новый гораздо старший парень Грэг и Джордан. Макс, ещё один гость, ушел после ссоры с Дэвидом накануне приезда Софии и Би.
После того как все выпили, покурили и потанцевали, они решают сыграть в игру «Bodies Bodies Bodies», напоминающую «убийцу в темноте». Грэг идет спать рано из-за враждебности со стороны Дэвида, который вскоре также покидает компанию после ссоры с Эммой. Как только буря усиливается, отключается электричество, и девушки пытаются найти источник энергии. Через несколько минут Би находит Дэвида с перерезанным горлом и кровавым кукри рядом. В панике, без связи, они пытаются уехать на машине Софии, но обнаруживают, что аккумулятор разряжен.
Группа находит у Грэга сумку с ножом и картой, и начинает подозревать его. Напуганные, они начинают с ним конфронтацию, но Грэг, считая это частью игры, отвечает им враждебно. После напряженной борьбы Би, охваченная страхом, убивает его ударом гирей.
Группа начинает сомневаться в том, что Грэг был убийцей, и Эмма выдвигает версию, что Макс, который признался ей в чувствах накануне, вернулся, чтобы убить Дэвида. София, трезвая зависимая, срывается. Эмма целует её, что ставит Софию в замешательство, а затем она принимает наркотики. Позже Алис находит Эмму мертвой от удара по голове у основания лестницы и приходит к выводу, что всех убивают по очереди. Джордан и Алис начинают подозревать Би, обнаружив, что её имя не значится в реестре колледжа, и изгоняют её на улицу в ураган.
Возвращаясь к машине Софии, Би находит в багажнике нижнее бельё, похожее на лифчик Джордан, и видит, как Джордан держит оружие отца Дэвида через окно. Би проникает обратно в дом через дверцу для животных. Она открыто рассказывает группе, что бросила колледж, чтобы ухаживать за своей матерью с пограничным расстройством личности. После напряженной ссоры с группой, Джордан, которая была «убийцей» в игре, признается в ненависти к Софии за её зависимость и за использование Дэвида для возвращения доступа к её трастовому фонду. Джордан утверждает, что София изменяла Би с ней, но София это отрицает. София объясняет, что не могла бы встречаться с Джордан, потому что избегает таких друзей, чье поведение угрожает её трезвости, и раскрывает, что Джордан только «ненавидит» подкаст Алиса. После того как Алис оскорбляет Джордан, та стреляет ей в ногу. Завязывается борьба за оружие, и Алис получает смертельное ранение в горло. Пока София и Джордан дерутся, Би толкает Джордан через перила лестницы. Джордан умирает, прощаясь с Би и советуя проверить сообщения Софии. Би прячется от Софии из-за недоверия.
На утро, когда буря стихает, София с слезами признается Би, что она сорвалась и стала свидетелем того, как Эмма оступилась и упала с лестницы. Би, держа Софию под прицелом, требует показать её сообщения. София бросает телефон, и в процессе они случайно подбирают телефон Дэвида. На нем выясняется, что Дэвид случайно перерезал себе горло, пытаясь открыть шампанское с помощью кукри для видео на TikTok, раскрывая, что убийцы не было. Би и София осознают, что весь этот кровавый хаос был напрасным. И в этот момент возвращается Макс, и снова включается электричество.

## Производство
А24, известная своими независимыми проектами, заинтересовалась историей Кристен Рупениан в марте 2018 года. Вскоре к разработке сценария присоединилась группа авторов, которые адаптировали историю для полнометражного фильма. Съемки фильма стартовали в мае 2021 года.
Главную роль исполнила 23-летняя Амандла Стенберг, дебютировавшая в кино в 2011 году в фильме «Коломбиана». Заметную популярность ей принесла роль в «Голодных играх», которая стала прорывной в её карьере. Стенберг уже удостоена нескольких американских премий и попадала в список самых влиятельных подростков по версии журнала Time (в 2015 и 2016 годах). В её партнеры по фильму пригласили американского комика Пита Дэвидсона, который также снялся в «Отряде самоубийц: Миссия навылет» и «Короле Стейтен-Айленда». Дэвидсон также известен своими отношениями с певицей Арианой Гранде и с Ким Кардашьян.

## Темы и влияния
Фильм Bodies Bodies Bodies был охарактеризован как «сатира на привилегии и социальное неравенство, отраженные через призму новых технологий, языка прогрессивной политики и молодёжной культуры, а также идентичности поколения Z». В статье для The New York Times Калиа Ричардсон пишет, что фильм сатирически изображает зависимость поколения Z от их мобильных телефонов и интернета, используя темный юмор, чтобы показать, что происходит, когда эти вещи становятся недоступными: «когда Wi-Fi отключается, это как потеря кислорода», — отмечает режиссёр Халина Рейн. Ричардсон подчеркивает, что несмотря на «физическую угрозу», с которой сталкиваются персонажи, их виртуальная реальность продолжает оставаться важнейшей частью сюжета, напоминая о неспособности героев общаться друг с другом в реальной жизни без использования «травмоцентричной» лексики, такой как «газлайтинг», «триггер» и «токсичный».